# Olallamys edax
Olallamys edax је врста глодара из породице Echimyidae. 

## Распрострањење
Венецуела је једино познато природно станиште врсте.

## Станиште
Врста Olallamys edax има станиште на копну.

## Угроженост
Подаци о распрострањености ове врсте су недовољни.

### Популациони тренд
Популациони тренд је за ову врсту непознат.